# Trabzon (circonscription électorale)
La circonscription électorale de Trabzon correspond à la province du même nom et envoie 6 députés à la Grande assemblée nationale de Turquie.

## Composition
La circonscription de Trabzon est divisée en 18 districts (ilçe). Chaque district est composé d'un chef-lieu et de municipalités (communes et villages).

### Élections législatives de 2018
| Partis                   | Partis                                        | Voix    | %     | Sièges | +/-           | Élus                                                        |
| ------------------------ | --------------------------------------------- | ------- | ----- | ------ | ------------- | ----------------------------------------------------------- |
|                          | Parti de la justice et du développement (AKP) | 287 302 | 55,98 | 4      | 1             | Muhammet Balta, Adnan Günnar, Bahar Ayvazoğlu et Salih Cora |
|                          | Parti républicain du peuple (CHP)             | 77 656  | 15,13 | 1      | en stagnation | Ahmet Kaya                                                  |
|                          | Parti d'action nationaliste (MHP)             | 69 424  | 13,53 | 0      | en stagnation |                                                             |
|                          | Le Bon Parti (İYİ)                            | 57 325  | 11,17 | 1      | Nv.           | Hüseyin Örs                                                 |
|                          | Parti de la félicité (SP)                     | 12 708  | 2,48  | 0      | en stagnation |                                                             |
|                          | Parti démocratique des peuples (HDP)          | 6 941   | 1,35  | 0      | en stagnation |                                                             |
|                          | Parti patriote (VATAN)                        | 957     | 0,19  | 0      | en stagnation |                                                             |
|                          | Parti de la cause libre (HÜDA PAR)            | 634     | 0,12  | 0      | en stagnation |                                                             |
|                          | Indépendants (Ind.)                           | 287     | 0,06  | 0      | en stagnation |                                                             |
|                          |                                               |         |       |        |               |                                                             |
| Total                    | Total                                         | 513 234 | 100   | 6      | en stagnation | -                                                           |
| Inscrits / participation | Inscrits / participation                      | 583 892 | 87,24 |        |               |                                                             |

### Élections législatives de 2023
| Partis                   | Partis                                        | Voix    | %     | Sièges | +/-           | Élus                                                             |
| ------------------------ | --------------------------------------------- | ------- | ----- | ------ | ------------- | ---------------------------------------------------------------- |
|                          | Parti de la justice et du développement (AKP) | 263 451 | 48,72 | 4      | en stagnation | Adil Karaismailoğlu, Mustafa Şen, Yılmaz Büyukaydın et Vehbi Koç |
|                          | Parti républicain du peuple (CHP)             | 99 425  | 18,39 | 1      | en stagnation | Sibel Suiçmez                                                    |
|                          | Le Bon Parti (İYİ)                            | 66 698  | 12,33 | 1      | en stagnation | Yavuz Aydın                                                      |
|                          | Parti d'action nationaliste (MHP)             | 59 779  | 10,84 | 0      | en stagnation |                                                                  |
|                          | Nouveau parti de la prospérité (YRP)          | 24 768  | 4,49  | 0      | Nv.           |                                                                  |
|                          | Parti de la victoire (ZP)                     | 10 137  | 1,84  | 0      | Nv.           |                                                                  |
|                          | Parti de la grande unité (BBP)                | 8 394   | 1,52  | 0      | en stagnation |                                                                  |
|                          | Parti de la patrie (M)                        | 4 726   | 0,86  | 0      | Nv.           |                                                                  |
|                          | Parti de la gauche verte (YSP)                | 3 426   | 0,62  | 0      | en stagnation |                                                                  |
|                          | Parti des travailleurs de Turquie (TIP)       | 1 877   | 0,34  | 0      | en stagnation |                                                                  |
|                          | Parti de la justice (AP)                      | 1 859   | 0,34  | 0      | Nv.           |                                                                  |
|                          | Parti des droits et libertés (HAK)            | 680     | 0,12  | 0      | en stagnation |                                                                  |
|                          | Parti patriote (VATAN)                        | 602     | 0,11  | 0      | en stagnation |                                                                  |
|                          | Parti de la nation (MP)                       | 592     | 0,11  | 0      | en stagnation |                                                                  |
|                          | Parti de libération du peuple (HKP)           | 405     | 0,07  | 0      | en stagnation |                                                                  |
|                          | Parti de gauche (SOL)                         | 314     | 0,06  | 0      | en stagnation |                                                                  |
|                          | Parti communiste de Turquie (TKP)             | 306     | 0,06  | 0      | en stagnation |                                                                  |
|                          | Parti de l'innovation (YP)                    | 175     | 0,03  | 0      | Nv.           |                                                                  |
|                          | Mouvement communiste (TKH)                    | 149     | 0,03  | 0      | Nv.           |                                                                  |
|                          | Parti de la justice et de l'unité (AB)        | 24      | 0,00  | 0      | Nv.           |                                                                  |
|                          | Parti jeune (GP)                              | 20      | 0,00  | 0      | en stagnation |                                                                  |
|                          | Parti de la mère patrie (ANAP)                | 15      | 0,00  | 0      | en stagnation |                                                                  |
|                          | Parti de l'union du pouvoir (GBP)             | 9       | 0,00  | 0      | Nv.           |                                                                  |
|                          | Parti de la route nationale (MYP)             | 3       | 0,00  | 0      | Nv.           |                                                                  |
|                          | Indépendants (Ind.)                           | 3 714   | 0,67  | 0      | en stagnation |                                                                  |
|                          |                                               |         |       |        |               |                                                                  |
| Total                    | Total                                         | 551 548 | 100   | 6      | en stagnation | -                                                                |
| Inscrits / participation | Inscrits / participation                      | 612 170 | 89,14 |        |               |                                                                  |